# Штефанець (Мала Суботиця)
46°22′ пн. ш. 16°29′ сх. д. / 46.36° пн. ш. 16.49° сх. д.
Штефанець (хорв. Štefanec) — населений пункт у Хорватії, в Меджимурській жупанії у складі громади Мала Суботиця.

## Населення
Населення за даними перепису 2011 року становило 716 осіб.
Динаміка чисельності населення поселення:

## Клімат
Середня річна температура становить 10,26 °C, середня максимальна – 25,10 °C, а середня мінімальна – -6,82 °C. Середня річна кількість опадів – 818 мм.
| Клімат поселення                              | Клімат поселення | Клімат поселення | Клімат поселення | Клімат поселення | Клімат поселення | Клімат поселення | Клімат поселення | Клімат поселення | Клімат поселення | Клімат поселення | Клімат поселення | Клімат поселення | Клімат поселення |
| Показник                                      | Січ.             | Лют.             | Бер.             | Квіт.            | Трав.            | Черв.            | Лип.             | Серп.            | Вер.             | Жовт.            | Лист.            | Груд.            |                  |
| Середній максимум, °C                         | 5,54             | 7,64             | 12,19            | 16,70            | 22,07            | 25,10            | 24,40            | 23,82            | 19,54            | 14,29            | 8,46             | 4,66             |                  |
| Середня температура, °C                       | −0,64            | 1,46             | 6,02             | 10,51            | 15,90            | 18,91            | 20,38            | 19,78            | 15,52            | 10,27            | 4,44             | 0,62             |                  |
| Середній мінімум, °C                          | −6,82            | −4,72            | −0,17            | 4,34             | 9,72             | 12,74            | 16,36            | 15,76            | 11,49            | 6,24             | 0,42             | −3,41            |                  |
| Норма опадів, мм                              | 40               | 42               | 52               | 63               | 72               | 92               | 87               | 86               | 80               | 74               | 75               | 55               |                  |
| Середньомісячна швидкість вітру, м/с          | 2.00             | 2.30             | 2.60             | 2.60             | 2.40             | 2.20             | 2.10             | 1.90             | 1.90             | 1.90             | 2.10             | 2.10             |                  |
| Середньомісячна сонячна радіація, кДж/м²·день | 3998             | 6723             | 10543            | 14954            | 18997            | 20906            | 21419            | 18700            | 13842            | 8578             | 4455             | 3238             |                  |
| --------------------------------------------- | ---------------- | ---------------- | ---------------- | ---------------- | ---------------- | ---------------- | ---------------- | ---------------- | ---------------- | ---------------- | ---------------- | ---------------- | ---------------- |
| Джерело:                                      |                  |                  |                  |                  |                  |                  |                  |                  |                  |                  |                  |                  |                  |